# Ontstaansgeschiedenis van Hooglanderveen
Dit artikel beschrijft de ontstaansgeschiedenis van Hooglanderveen. Hierin wordt gesproken over gebieden in de omgeving het dorp. De indeling hiervan is op de kaart hiernaast te zien.

## Voor de aanleg van het spoor
Hooglanderveen behoorde vroeger tot het gerecht Emiclaer. Rond het jaar 1000 was het gerecht Emiclaer van Utrechtse Sint-Paulusabdij. Het veen werd door de boeren van Hoogland gebruikt als marke/ meent. Dit hield in dat het een gemeenschappelijk onontgonnen weidegrond voor schapen was. Het werd daarnaast gebruikt voor het halen van brand- en hakhout.
Het College van de Malen op het Hoogland bestond al in 1130. Dit was een genootschap van boeren die werd gebruikt om nog niet in cultuur gebrachte gronden te beheren en eventueel te ontginnen. Onder dit College van de Malen op het Hoogland vielen vijftien malenhoeven. Het grondgebied van de huidige wijk Zielhorst, waar de boerderij Zielhorst staat, behoorde ook tot het gerecht Emiclaer. De boeren ontgonnen samen met een maalschap het land. Dit maalschap maakte afspraken over gemeenschappelijke gronden. De boerderij Zielhorst was een malenhoeve, dit was een boerderij van het maalschap. Het bezat kavels woeste veengronden in Hooglanderveen. Deze gebieden werden vanaf 1600 ontgonnen (Archief Eemland. z.d.). De verdeling van land onder de malenhoeve vond voor de ontginning plaats.
Hoe drassiger de grond, hoe smaller de stroken werden. Elke malenhoeve kreeg in elke polder een strook. Het ontginnen van een slag kon wel een eeuw in beslag nemen. De stroken zijn terug te zien in Duist-Langerijst en Broodheuvel-Hateveen. Daarnaast kan je ook aan de smalle stroken zien dat dit gebied eigenlijk niet gebruikt werd voor de landbouw. Bloktontginningen kan je op de hogere gronden terug vinden. Hier was de afwatering geen groot probleem. Deze ontginningen zijn te vinden in Buitenveld. Buitenveld is het gebied rond de Hoog- en Wellerlaan. Het verschil in soort verkaveling is op de kaart uit 1832 hiernaast goed te zien. Het gaat daarbij om het gebied ten westen en zuiden van het vierkant in het midden van de kaart.
Voor de 12e eeuw werd de grond extensief bewerkt. Rond de 12e eeuw veranderden ze naar plaggenlandbouw. De boeren gebruikten het gebied bij de Hoog- en Wellerlaan sinds de 12e eeuw als buitenvelden, hier haalde ze heideplaggen vandaan voor de potstallen. In de potstallen werden de plaggen gemengd met schapenmest, waarna het over het land uitgestrooid kon worden. Hierdoor werd de grond beter geschikt voor landbouw. Door het proces van de plaggenlandbouw is veel bos veranderd in heide en is ook de eng of es op sommige plekken met meer dan 50 cm hoger komen te liggen (Van den Heuvel, Raven & Van Vulpen, 2003).
Voordat het land in een veengebied bewerkt kon worden moesten er stelsels van sloten worden gegraven. Dit komt omdat veen veel water vast houdt, hierdoor was de grond te nat voor akkerbouw. Daarom moest de grond dus eerst ontwaterd worden. De samenwerking van de boeren was belangrijk en daarom werden vaak veengebieden ontgonnen in dorpsverband. Dit leverde alleen onenigheden op. Daarom werden er naast de maalschappen ook waterschappen opgericht. In de Gelderse Vallei begon het ontginnen door middel van waterschappen later dan in West-Nederland, namelijk rond eind 14e eeuw. Op de afbeelding van de waterschappen is te zien dat Hooglanderveen rond 1920 onder het waterschap ’t Hogeland viel. Na veel fusies tussen 1948 en 1993 ontstond het waterschap Vallei en Eem (Van Loen, 1996).
Rond 1300 werd het veen waardevol voor turfwinning. Door bevolkingsgroei en een tekort aan hakhout begonnen de boeren turf te steken. Daarbij ging het om droge vervening.  Het turf werd voornamelijk gebruikt voor de kachel en het fornuis. Het gebied waar er veen werd gestoken was in Hooglanderveen dan ook niet zo groot, maar liep van ongeveer de Landweg tot aan Hoevelaken en heet Hateveen. Het veen is mogelijk al in de 14e eeuw verdeeld, aangezien het de stroken van het oudere gebied volgen. Door de turfwinning daalde de grondwaterstand. Doordat de grondwaterspiegel verlaagd werd, begon het land langzaam in te klinken. Dit is een natuurlijk proces wanneer er water onttrokken wordt vanuit de bodem. De grond droogt in en komt steviger op elkaar te liggen. Hierdoor werd het veengebied opnieuw zeer drassig. Toen het veen eenmaal was afgegraven werd er soms zand boven opgegooid en werd het gebied minder drassig. Zo kon het tot voorheen nutteloze land gebruikt worden. Dit trok keuterboeren aan, de omgeving was dan ook vrij arm.
Omdat het gebied rond de Duisterweg en de Veenweg vrij laag ligt komt er kwel omhoog. Het kwel ontstaat door regenwater vanuit de Utrechtse Heuvelrug. In de Gelderse vallei komt het regenwater bij een kleilaag en wordt tegengehouden. Als grondwater komt het op lage punten weer omhoog, waaronder dus in Hooglanderveen. De Veenweg was een dijkje die er voor moest zorgen dat het water ten noorden van de Veenweg afwaterde op de Laak. Later zijn de Holleweg en de Scheidingsweg verhoogd waardoor het water uit Hoevelaken niet meer naar Hoogland kon stromen. Over dit dijkje zijn veel conflicten geweest met de Geldersen. De inwoners van Hoevelaken hebben meerdere keren het dijkje doorgestoken omdat zij vonden dat de er afgewaterd moest worden op de Malewetering in plaats van op de Laak. De Veenweg liep van de Broodheuvel tot aan de Zandheuvel. De Broodheuvel was een verhoging van het landschap en lag één meter hoger ten opzichte van nu. Het stond daardoor ook bij hoog water niet blank. Grote delen zijn afgegraven in de 20e eeuw.
Aan het dijkje Scheidingsweg kwamen in de 17e eeuw de eerste woningen in het Hateveen. Rond 1735 vestigden er zich veel onvermogenden. Tussen 1750 en 1800 kwamen er veel onvermogende vanuit de provincie Gelderland wat zorgde voor veel kleine en soms illegale huisjes aan de Scheidingsweg. De Scheidingsweg ligt op de grens van de provincies Utrecht en Gelderland. Er kwamen zo ook ‘vluchtelingen’ in Hooglanderveen. Het was namelijk zo dat wanneer je vroeger een strafbaar had begaan in Gelderland en je bevond je niet meer in Gelderland, dan kon je niet worden opgepakt. Hierdoor vluchtte veel mensen naar de provincie Utrecht. Dit gold ook van Utrecht naar Gelderland. Hierdoor zijn er mensen die een strafbaar feit hadden begaan net over de provinciegrens gaan wonen. Onder andere door deze ‘vluchtelingen’ zijn er veel kleine huisjes in Hateveen gekomen.

## Na de aanleg van het spoor
Hooglanderveen begon zich iets, maar niet veel, te ontwikkelen toen in augustus 1863 de spoorlijn Amersfoort-Zwolle werd geopend. Dankzij de opening van  Stopplaats Hooglanderveen raakte Hooglanderveen meer uit haar isolement. Het station Hooglanderveen sloot echter in 1938.
De wegen in Hooglanderveen werden pas laat verhard. Op de wegen werd veel grind gegooid, maar wanneer het had geregend ontstonden er grote modderpoelen. De wegen stonden daarvoor vrij vaak onder water, waardoor het lastig was het dorp uit te komen. Door het station konden boerinnen ondanks de ondergelopen wegen toch naar Amersfoort. Dit was van belang omdat zij iedere vrijdag naar de markt in Amersfoort gingen. Pas in 1917 werd de Heisteeg, de huidige Heideweg, verhard. Dit ging echter niet zonder problemen. Bij het verharden van de weg werd de bovenste laag van het overgebleven veen niet vervangen door zand. Hierdoor konden de stenen wegzakken. Uiteindelijk werden in 1938 meerdere straten op de juiste manier verhard.
Door de ontwikkeling van de landbouw maakte Hooglanderveen nog een ontwikkeling door. De welvaart nam steeds meer toe. Tijdens de Eerste Wereldoorlog was Nederland neutraal. Hierdoor kon Nederland landbouwproducten leveren aan de omringende landen die wel in oorlog waren. Door de groei werd in het begin van de 20e eeuw de Coöperatieve Landbouwvereniging Hoogland opgericht, De gebouwen, o.a. een pakhuis en een maalderij werden in Hooglanderveen aan de spoorlijn geplaatst; De coöperatie had een eigen spooraansluiting. Door de landbouwvereniging werd de werkgelegenheid groter. Daarnaast gaf de vereniging een aanzet voor het verharden van wegen en de aanleg van elektriciteitsaansluitingen. Hierdoor groeide het dorp snel.
Hooglanderveen was vanwege de landbouw erg gericht op Amersfoort aangezien daar de producten verkocht konden worden. Er waren twee wegen die richting Amersfoort leidde: de Hoog en Wellerlaan en het Gore paadje. Het Gore paadje bestaat inmiddels niet meer doordat de Brenninkmeijerlaan werd rechtgetrokken en het doel van het paadje verviel (Van den Heuvel, Raven & Van Vulpen, 2003).
Het dorp groeide steeds meer en er kwamen dus ook steeds meer inwoners bij. Nog steeds moesten de bewoners naar de kerken in Amersfoort of Hoogland aangezien Hooglanderveen geen eigen kerk had. De meeste wegen waren ook nog steeds niet verhard, waardoor het lastig was de kerk te bereiken. Hierdoor begon het verlangen naar een eigen parochie met kerkgebouw te groeien. Zo werd de Sint-Josephkerk gebouwd en geopend op 1 mei 1918.
Er kwamen steeds meer voorzieningen nadat de kerk was gebouwd waaronder een school, bakkers, drogisten, etc. Doordat er steeds meer voorzieningen kwamen kon Hooglanderveen blijven groeien.

## Tweede Wereldoorlog
Op 2 november 1944 werd bij Hooglanderveen een trein vanuit een vliegtuig door bommen getroffen en bestookt met projectielen uit de boordwapens. Een wagon, geladen met springstoffen, vloog in brand en explodeerde. Twee omwonenden werden direct gedood en zeven mensen, onder wie een Duits militair, raakten zwaar gewond. Drie van hen overleden later in het ziekenhuis. Vier doden betroffen de leden van een gezin.
Op 24 februari 1945 werd een trein door een duikbommenwerper bestookt. De twee afgeworpen bommen misten de trein en kwamen terecht op omliggende woningen waarbij twee bewoonsters omkwamen.
De namen van de oorlogsslachtoffers uit Hooglanderveen zijn vermeld op de gedenknaald in Hoogland.

## Landschap
De naam Hooglanderveen zegt al enigszins wat er te vinden was. Het was een veengebied bij Hoogland. In deze tijd is er nog weinig terug te zien van het veengebied in Hooglanderveen. Er is een stuk moerige eerdgrond in het stuk net ten noorden van Hooglanderveen. Dit is een laag dunne restveen boven op de zandondergrond. In Hooglanderveen zelf is al het veen verdwenen. Op de bodemkaart van Hooglanderveen is dan ook te zien dat er vooral beekeerdgronden te vinden zijn. Het is logisch dat er op de bodemkaarten alleen nog maar zand terug te vinden is in Hooglanderveen. Dit komt door het volgende: het veen in Hooglanderveen is vrijwel helemaal afgegraven en na droging gebruikt voor het steken van turf. Na het afgraven van het veen kwam de laag onder het veendek naar boven, dit is een zandondergrond. Daarnaast zijn de lager gelegen veengebieden na afgraving opgehoogd met zand.
Er liggen verschillende dekzandruggen door Hooglanderveen. Een van de dekzandruggen heet de Broodheuvel. Tijdens de Sint-Elisabethsvloed bleef de boerderij die hierop gevestigd was droog, terwijl de omgeving blank stond. De dekzandruggen in het landschappen zorgen voor hoogteverschil. Dit is dan ook goed te zien in het hoogteprofiel. In het zuid-oosten van Hooglanderveen ligt een dekzandrug en ligt dan ook één meter hoger ten opzichte van de omgeving (Van den Heuvel, Raven & Van Vulpen, 2003).